# Cotinga-pintada
Cotinga-de-lantejoulas ou anambé-azul, cotinga-pintada (Cotinga cayana (L.)), também conhecida como anambé-azul, bacaca e curuá, é um ave passeriforme, da família Cotingidae, de ampla distribuição na floresta amazônica. A espécie possui cerca de 20 cm de comprimento, com plumagem azul cintilante, garganta purpúrea, asas e cauda negras.

## Etimologia
"Anambé" vem do tupi anã'bé. A coloração azul, que dá nome à espécie, somente é possuída pelo macho, pois a fêmea tem uma coloração parda. "Curuá" vem do tupi kuru'á.